# Мінерали періодичні
Мінерали періодичні (рос. минералы периодические, англ. periodical minerals; нім. periodische Minerale n pl) — мінерали (мелантерит, мірабіліт та ін.), утворення яких пов'язане з періодичною міграцією деяких елементів, що, в свою чергу, зумовлюється періодичністю зміни умов, особливо метеорологічних.